# IER3IP1
IER3IP1 (англ. Immediate early response 3 interacting protein 1) – білок, який кодується однойменним геном, розташованим у людей на короткому плечі 18-ї хромосоми. Довжина поліпептидного ланцюга білка становить 82 амінокислот, а молекулярна маса — 8 969.
| 10         |  | 20         |  | 30         |  | 40         |  | 50         |
| ---------- |  | ---------- |  | ---------- |  | ---------- |  | ---------- |
| MAFTLYSLLQ |  | AALLCVNAIA |  | VLHEERFLKN |  | IGWGTDQGIG |  | GFGEEPGIKS |
| QLMNLIRSVR |  | TVMRVPLIIV |  | NSIAIVLLLL |  | FG         |  |            |

A: Аланін

C: Цистеїн

D: Аспарагінова кислота

E: Глутамінова кислота

F: Фенілаланін

G: Гліцин

H: Гістидин

I: Ізолейцин

K: Лізин

L: Лейцин

M: Метіонін

N: Аспарагін

P: Пролін

Q: Глутамін

R: Аргінін

S: Серин

T: Треонін

V: Валін

W: Триптофан

Локалізований у мембрані, ендоплазматичному ретикулумі.